# Sociedad Deportiva Samertolameu
La Sociedad Deportiva Samertolameu (en gallego: Sociedade Deportiva Samertolameuⓘ), también conocida de forma abreviada como la S.D. Samertolameu o simplemente Samertolameu  es un club de remo de la parroquia de Meira, en el municipio pontevedrés de Moaña en Galicia (España). Compite en la Liga Noroeste de Traineras.

## Historia

### Antecedentes
Antes de que el propio club se fundase, ya había equipos que defendían a Meira en varias competiciones. Durante la época de la segunda república, el R.C.N. de Vigo organizaba por aquellos tiempos la llamada bandera de la república; la cual fue ganada por la escuadra de Meira en 1933, recibiendo 500 pesetas como premio.
En 1935 volverían a ganar la bandera, poco antes del golpe de Estado.
Actualmente dichas banderas se encuentran en el local social del club, donde también se conservan las copas del generalísimo, ganadas por una tripulación mixta entre Meira y Tirán en 1952 bajo el nombre de Cofraría de Pescadores Moaña, otra en 1960 bajo el nombre de Educación y Descanso Meira (ya que no estaban mezclados con la tripulación de Tirán), y otra en 1963 bajo el mismo nombre que en la edición anterior.

### Fundación del club
Ante la preocupación de la posible desaparición de los clubes de Meira (en particular, los equipos de remo) se formaría la Sociedad Deportiva Samertolameu para dar continuidad a los deportistas de la parroquia, fundándose clubes de atletismo y de fútbol aparte del club de remo.
Sin embargo, tras malos resultados por parte del club de fútbol, forzaría la desaparición de este en 1983  quedando las disciplinas de remo y atletismo.
No obstante en el año 1998 la sección de atletismo se independizaría de la asociación, bajo el acuerdo de mantener el nombre del club.

### Época de esplendor
Durante los años 1981 a 1995, la S.D. Samertolameu conseguiría una racha de victorias y trofeos importantes.
El primer gran trofeo de los verdiblancos podría considerarse la IV edición del Trofeo Conde de Fenosa ganada en agosto de 1982.
A partir del año 1992 comenzaría una etapa de reorganización en el club, en especial en el aspecto técnico, en donde se incorpora como responsable José Manuel Francisco, remero del club y licenciado en el INEF. 
En ese año el club ganaría 20 banderas en todas las embarcaciones y categorías. 

### Llegada a la liga ACT por primera vez y actualidad
El club participó por primera vez en la liga ACT en el año 2009 y no sería hasta 2014 cuando ganaron la liga LGT y el play-off que haría que Samertolameu participase por segunda vez en la liga ACT en 2015.
Tras varias temporadas accediendo a la eliminatoria de ascenso a la Liga ACT, en la temporada 2022, el equipo entrenado por Daniel Pérez Fandiño consiguió el ascenso a la máxima categoría del remo de banco fijo, participando así por tercera ocasión en la competición organizada por la Asociación de Clubes de Traineras. En la temporada 2023, tras quedar en el duodécimo puesto, descendió a la Liga Gallega de Traineras, competición que disputa actualmente.

## Rivalidades
La S.D. Samertolameu mantiene una rivalidad histórica con la S.D. Tirán al ser vecinos cercanos, esta rivalidad es conocida como el derbi de Moaña también llamado como el gran derbi de las traineras  ya que ambas parroquias (la de Tirán y la de Meira) pertenecen a Moaña.
Y es que es una realidad, que antiguamente en todas las disciplinas en la que ambos clubes competían, siempre había repiques entre aficionados ultras, aunque es cierto que actualmente llevan una rivalidad sana. 
En la actualidad ambos clubes compiten en una regata moañesa titulada el desafío 

## Plantilla 2024
- Actualizado el 8 de julio de 2024 [13]

Entrenador

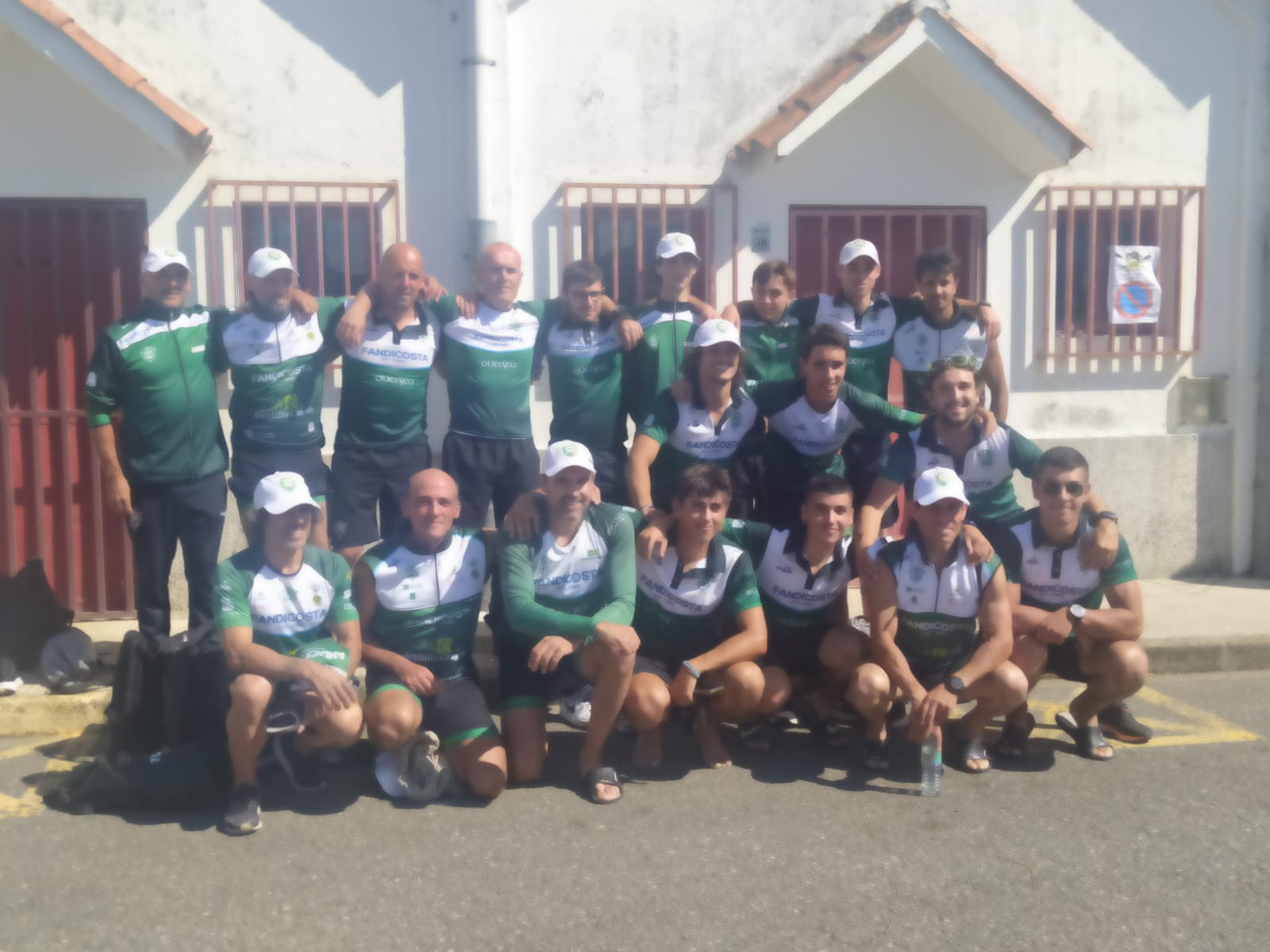
Plantilla Sociedad Deportiva Samertolameu 2024

- Marco Antonio Castelao Couñago

Patrón
- Lucas Freire

Remeros
- Marco Antonio Castelao Couñago
- David ''Deivi, Champi Meira'' Sánchez
- Manuel Juncal
- Ignacio Santiago
- Rubén González (remero)
- Xián Salgado
- Daniel Gondar
- Diego Núñez Pérez
- Juan Fernández Rosales
- Rubén Iglesias
- Francisco ''Kiko'' Costa
- Víctor ''Tuti'' Jorge
- José ''Siño'' Rodríguez
- Pablo ''Pablú'' Currás
- Ramón Rodríguez Táboas
- Joel Santomé
- Anxo Díaz
- Miguel Ángel Costa Martínez
- Lucas Freire
- Christian Fervenza
- Aitor Mateo Fernández
- Isidro ''Riko'' Freire

## Palmarés
El palmarés de la Sociedad Deportiva Samertolameu es bastante extenso, abarca varias secciones del remo, como lo son en batel, trainera y trainerilla.
La S.D. Samertolameu ganó:
46 Campeonatos de España (todas las categorías), de los cuales:
- 18 fueron en trainerilla
- 24 en bateles
- 6 en Banco Móvil

54 Campeonatos gallegos (todas las categorías), de los cuales:
- 17 fueron en trainera
- 10 en trainerilla
- 27 en bateles

Detalladamente, la Sociedad Deportiva Samertolameu tiene un numeroso palmarés, contando campeonatos y sus 336 banderas, de los cuales ganó:
En banco móvil:
- 1 Campeonato de España de remo adaptado

En bateles:
- 27 Banderas de Moaña
- 2 Banderas intercélticas del Morrazo
- 4 Banderas de Vigo
- 12 Banderas de Cangas
- 18 Banderas de Redondela
- 12 Banderas del Campeonato Gallego de Bateles
- 1 Campeonato de España de Bateles
- 2 Campeonatos de España de Bateles (Femenino)

En trainerillas:
- 24 Banderas de Moaña
- 5 Banderas de El Grove
- 2 Banderas de la Diputación de Pontevedra
- 1 Bandera de la marcha nacional de las mujeres
- 1 Bandera de Bueu
- 7 Banderas de los Campeonatos Gallegos de trainerillas
- 2 Campeonatos de España de trainerillas
- 5 Campeonatos de España de trainerillas (femenino)

En traineras:
- 18 Banderas de Moaña
- 15 Banderas de la Junta de Galicia
- 12 Banderas de Vigo
- 12 Banderas Conde de Fenosa
- 12 Banderas Teresa Herrera
- 12 Banderas el Corte Inglés
- 11 Banderas de Bueu
- 11 Banderas de Cangas
- 8 Banderas de Redondela
- 7 Banderas de Villagarcía de Arosa
- 7 Banderas de la Deputación de Pontevedra
- 7 Banderas de Puebla del Caramiñal
- 6 Banderas de Ferrol
- 6 Banderas Príncipe de Asturias
- 6 Banderas de Poyo
- 5 Banderas intercélticas del Morrazo
- 5 Banderas de Rianjo
- 4 Banderas de Pontevedra
- 4 Banderas de Muros
- 3 Banderas de Ares
- 3 Banderas Reganosa
- 3 Banderas de Corujo
- 3 Banderas de Oleiros
- 3 Banderas Autopistas Atlántico
- 3 Banderas de Boiro
- 2 Banderas Nauta Sangenjo
- 2 Banderas A Mariña
- 2 Banderas del Campeonato Gallego de Traineras
- 2 Banderas Vieirasa
- 1 Bandera Nunca Máis
- 1 Bandera Pereira productos del mar 1
- 1 Bandera Xacobeo 93
- 1 Bandera de Bayona